# Liste des députés de Haute-Volta
Cette page liste l'ensemble des députés français élus dans la circonscription de la Haute-Volta.

## Quatrième République et début de la Cinquième République
La circonscription du Sénégal a quatre représentants pendant toute la durée de la Quatrième République (sauf lors de la première législature, où il n'y a que trois députés représentant cette circonscription), ainsi que durant une partie de la première législature de la Cinquième République. Au total, cinq personnes ont représenté cette circonscription à l'Assemblée nationale.

### Première législature (du 27 juin 1948 au 4 juillet 1951)
- Nazi Boni (1er juillet 1912 - 16 mai 1969).
- Henri Guissou (17 novembre 1910 - 22 mai 1979).
- Mamadou Ouedraogo (1er janvier 1906 - 9 septembre 1978).

### Deuxième législature (du 17 juin 1951 au1erdécembre 1955)
- Joseph Issoufou Conombo (9 février 1917 - 20 décembre 2008), siège dans le groupe des Indépendants d'outre-mer.
- Nazi Boni est réélu et siège également dans le groupe des Indépendants d'outre-mer.
- Henri Guissou est réélu et siège également dans le groupe des Indépendants d'outre-mer.
- Mamadou Ouedraogo est réélu et siège également dans le groupe des Indépendants d'outre-mer.

### Troisième législature (du 2 janvier 1956 au 8 décembre 1958)
- Gérard Ouedraogo (19 septembre 1925 - 1er juillet 2014), siège dans le groupe des Républicains sociaux.
- Joseph Issoufou Conombo est réélu et siège toujours dans le groupe des Indépendants d'outre-mer.
- Nazi Boni est réélu et siège toujours dans le groupe des Indépendants d'outre-mer.
- Henri Guissou est réélu et siège toujours dans le groupe des Indépendants d'outre-mer.

### Début de la première législature de la Cinquième République (du 9 décembre 1958 au 15 juillet 1959)
- Gérard Ouedraogo est réélu.
- Joseph Issoufou Conombo est réélu.
- Nazi Boni est réélu.
- Henri Guissou est réélu.